# Weißkamm
Der stark vergletscherte Weißkamm trägt mit Weißkugel (3738 m ü. A.) und Wildspitze (3768 m ü. A.) die beiden höchsten Erhebungen der Ötztaler Alpen. In seinem südwestlichsten Abschnitt ist er gleichzeitig Teil des Alpenhauptkamms. Ausgehend vom Bärenbartjoch westlich des Inneren Bärenbartkogels und vom Weißseejoch nordwestlich der Weißseespitze erstreckt er sich ungefähr 20 Kilometer nach Nordosten in Richtung Sölden. Von West nach Ost zweigen der Glockturmkamm, der Kaunergrat und der Geigenkamm vom Weißkamm nach Norden ab. Am Inneren Bärenbartkogel zweigen Richtung Westen die später nach Südwesten strebenden Planeiler Berge ab; nach Süden löst sich direkt an der Weißkugel der Schnalskamm, der ab der Inneren Quellspitze, wo der Saldurkamm abzweigt, gegen Osten streicht (alternativ wird auch das nach sonstiger Systematik dem Schnalskamm zugerechnete Hochjoch als Ausgangspunkt des Weißkamms betrachtet).
Mit dem Gepatsch- und Mittelbergferner finden sich die zwei größten Gletscherflächen der Ötztaler Alpen im Gebiet des Weißkamms. Mit dem Kesselwand-, Vernagt- und Taschachferner bilden sie eine fast geschlossene Eisdecke.
Weitere bedeutende Gipfel des Weißkamms sind der Fluchtkogel (3494 m ü. A.), die Hochvernagtspitze (3535 m ü. A.), der Hintere Brunnenkogel (3438 m ü. A.) und der Hintere Brochkogel (3623 m ü. A.) [alle Höhen]. Eine vollständige Liste aller Dreitausender findet sich in der Liste der Dreitausender im Weißkamm.

## Belege
1. 1 2  Höhen gemäß AMap bzw. BEV (bei fehlender Anzeige Seite neu laden)
2. ↑  Ernst Höhne: Knaurs Lexikon für Bergfreunde / Die Alpen zwischen Chiemsee und Dolomiten. Droemer Knaur, München 1986, ISBN 3-426-26222-3, S. 305.